# Ouzouer-sur-Loire
Ouzouer-sur-Loire település Franciaországban, Loiret megyében. Lakosainak száma 2560 fő (2022. január 1.). Ouzouer-sur-Loire Les Bordes, Lion-en-Sullias, Bonnée, Dampierre-en-Burly, Montereau, Saint-Aignan-le-Jaillard, Saint-Père-sur-Loire és Sully-sur-Loire községekkel határos.

## Népesség
A település népességének változása:
| Lakosok száma | 1075 | 2039 | 2310 | 2638 | 2731 | 2710 | 2738 | 2641 | 2593 | 2560 |
|               | 1968 | 1982 | 1990 | 2006 | 2013 | 2015 | 2017 | 2019 | 2020 | 2022 |